# Melitaea trifasciata
Melitaea trifasciata är en fjärilsart som beskrevs av Gussich 1917. Melitaea trifasciata ingår i släktet Melitaea och familjen praktfjärilar. Inga underarter finns listade i Catalogue of Life.